# Дхаммапала
Дхаммапала — имя, которое носили два комментатора в буддийском течении тхеравады. 
Первый из них родился в Канчипураме, известен из палийского произведения Гандхавамса и из трудов Сюаньцзана. Этот Дхаммапала жил в Бадаратиттха-Вихара, на юге современного Ченнаи, и был автором комментариев к семи малым каноническим книгам (состоящим почти полностью из стихов), а также комментариев к Нэтти — пожалуй, старейшему неканоническому труду на пали. Выдержки из последних работ, и всего три из семи других, были опубликованы Обществом палийских текстов. Эти работы показывают большую учёность, экзегетические навыки и здравый смысл автора, но из его текстов можно почерпнуть очень мало информации о социальной истории того времени. Хотя, он, по всей вероятности, был тамилом по национальности, Дхаммапала заявляет в первых строках своих произведений, что он следует традиции Великого министра (Маха Вихары) из Анурадхапуры на Шри-Ланке, что подтверждают его работы.
Другой автор, также носивший это имя, жил, вероятно, в XII веке и оставил субкомментарии к комментариям по трудам Дигха-никайя, Маджхима-никайя и Самьютта-никайя.